# Balla Dièye
Pour les articles homonymes, voir Dièye.
Balla Dièye, né le 13 novembre 1980 à Dakar, est un taekwondoïste sénégalais.

## Carrière
Il est double médaillé de bronze  dans la catégorie des moins de 68 kg aux Championnats du monde de taekwondo (en 2009 et en 2013).
Aux Championnats d'Afrique de taekwondo, il remporte la médaille d'or dans la catégorie des moins de 62 kg en 2001 et dans la catégorie des moins de 68 kg en 2009 et la médaille d'argent dans la catégorie des moins de 68 kg en 2012. Il est aussi médaillé d'or aux Jeux africains de 2007 dans la catégorie des moins de 67 kg, médaillé d'argent aux Jeux africains de 2015 dans la catégorie des moins de 68 kg et médaillé de bronze en moins de 67 kg à l'Universiade d'été de 2005.
Il est le premier Sénégalais à se qualifier pour les Jeux olympiques d'été de 2016 de Rio de Janeiro, à l'issue d'un tournoi pré-olympique organisé au Maroc.
Balla fait partie du collectif des Champions de la Paix de Peace and Sport. Ce collectif de plus de 100 sportifs de haut niveau engagés personnellement en faveur du mouvement de la paix par le sport constitue un des piliers fondamental de Peace and Sport. Il s’engage donc au sein du CNO Sénégalais et des instances sportives francophones et Africaines afin de développer la pratique sportive en Afrique de l’Ouest. En 2017, il est un maillon essentiel de la réussite de la première Caravane de la Paix, organisée par Marlène Harnois en collaboration avec d’autres Champions de la Paix et Peace and Sport. En 2019, à l’occasion de la 24ème édition de la Coupe de l’Ambassadeur de Taekwondo, il a réuni plus de 3500 personnes pour une #WhiteCard collective.
Le 23 décembre 2018, il est élu président de la Fédération sénégalaise de taekwondo.